# Antwerpen (provincie)

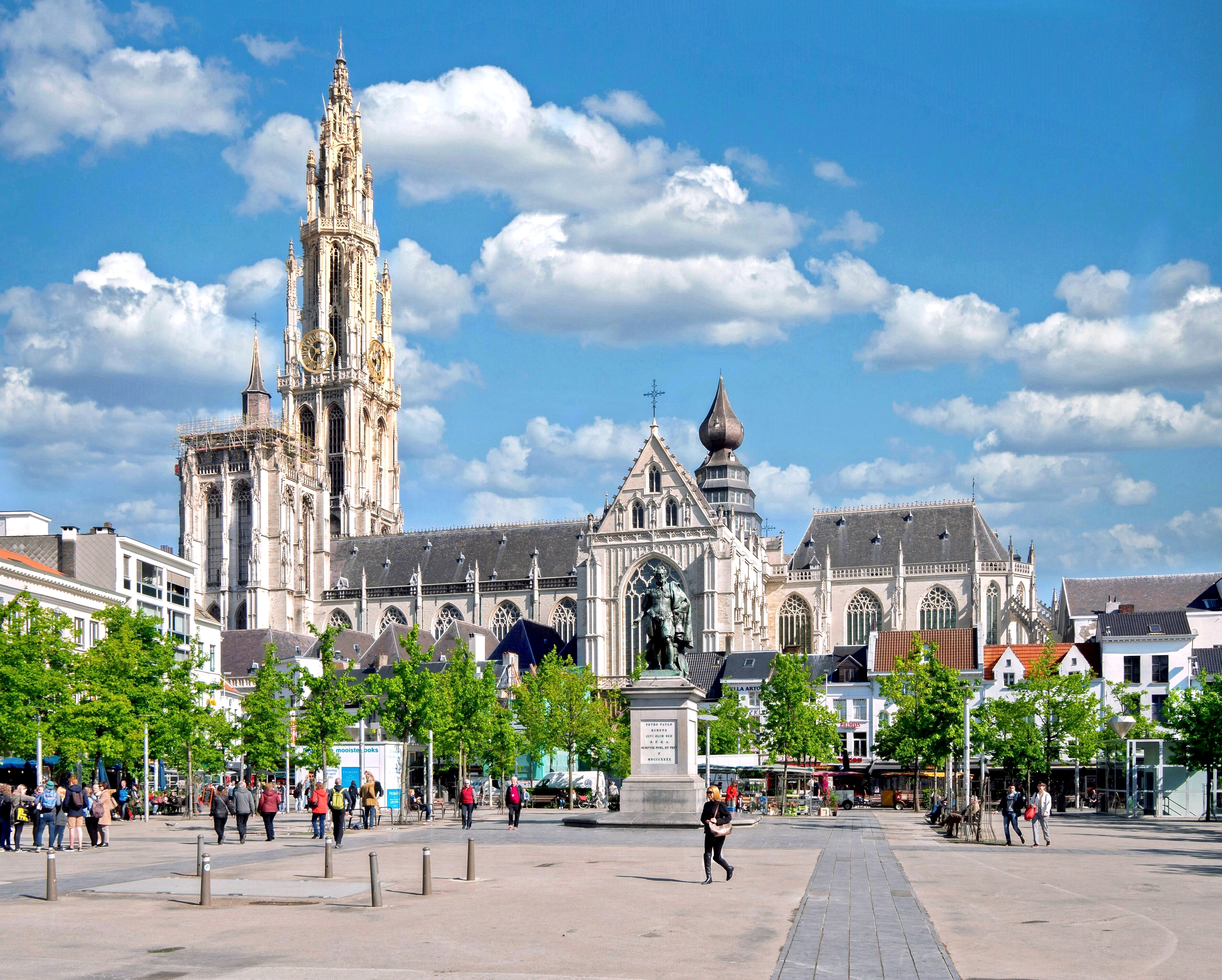
Pieter Paul Rubens voor de Onze-Lieve-Vrouwekathedraal te Antwerpen.

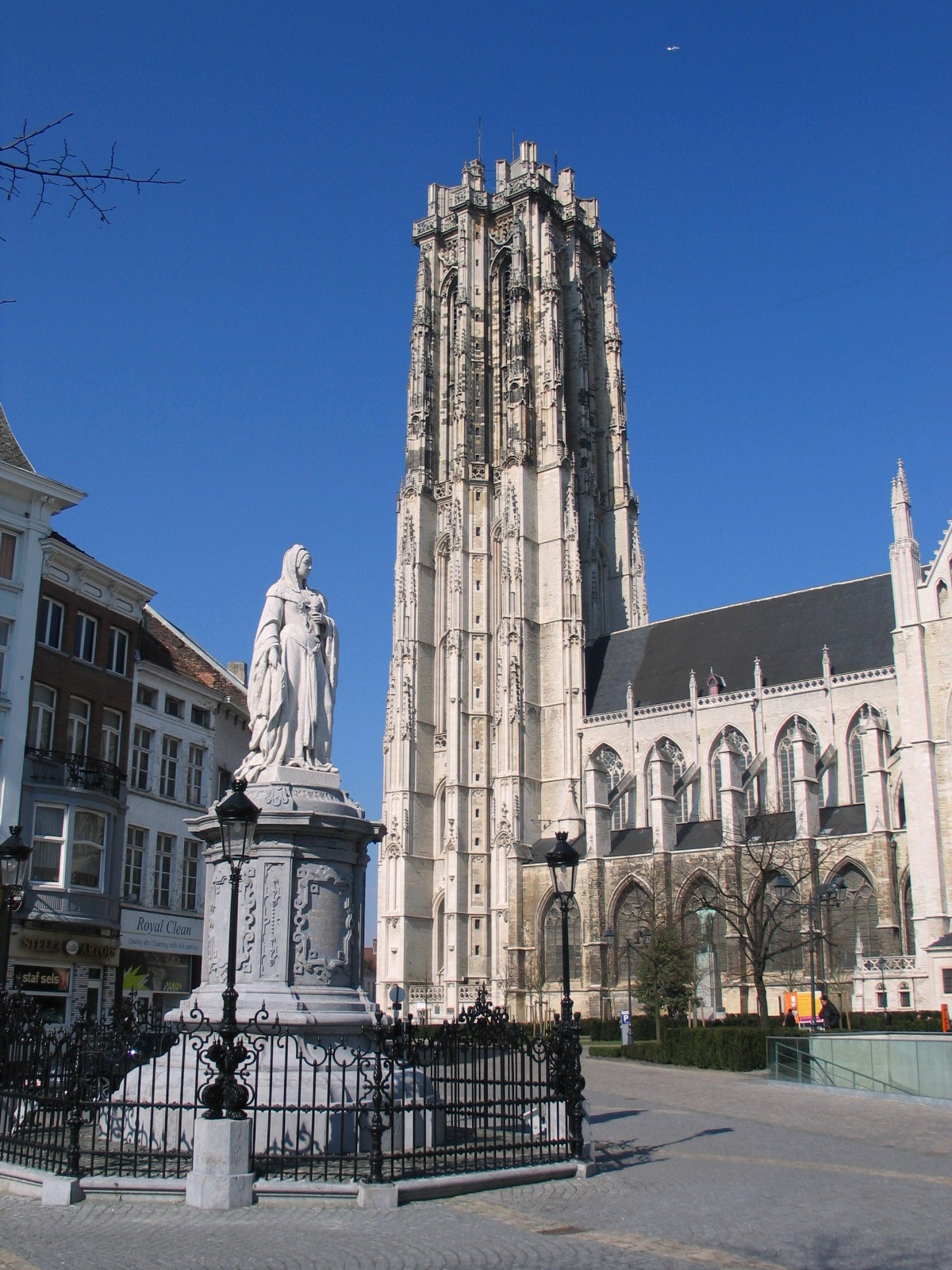
Margaretha van Oostenrijk voor de Sint-Romboutskathedraal te Mechelen

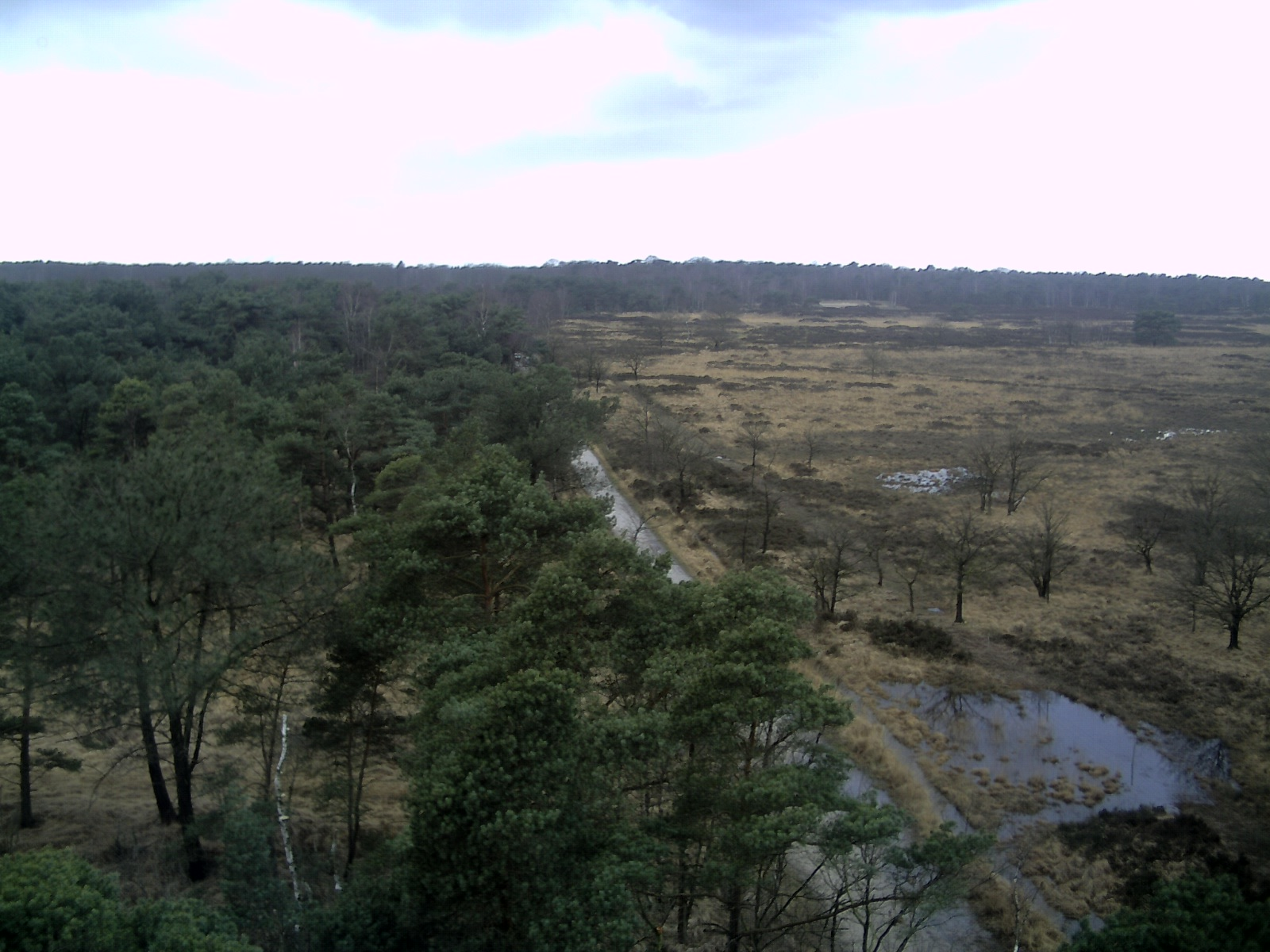
De Kalmthoutse Heide, gezien vanuit de brandtoren.

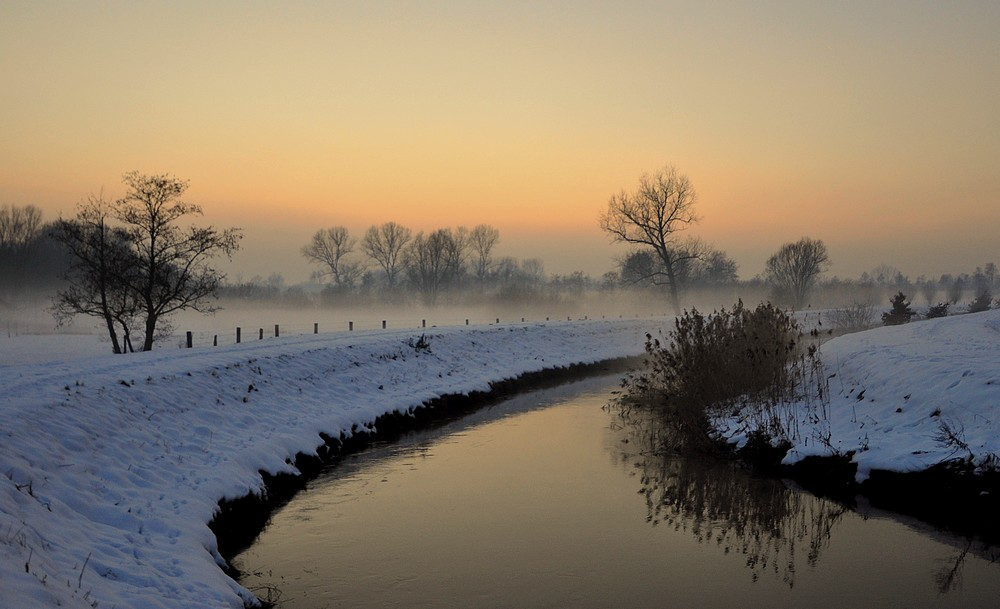
Grote Nete bij het Zammelsbroek te Geel.

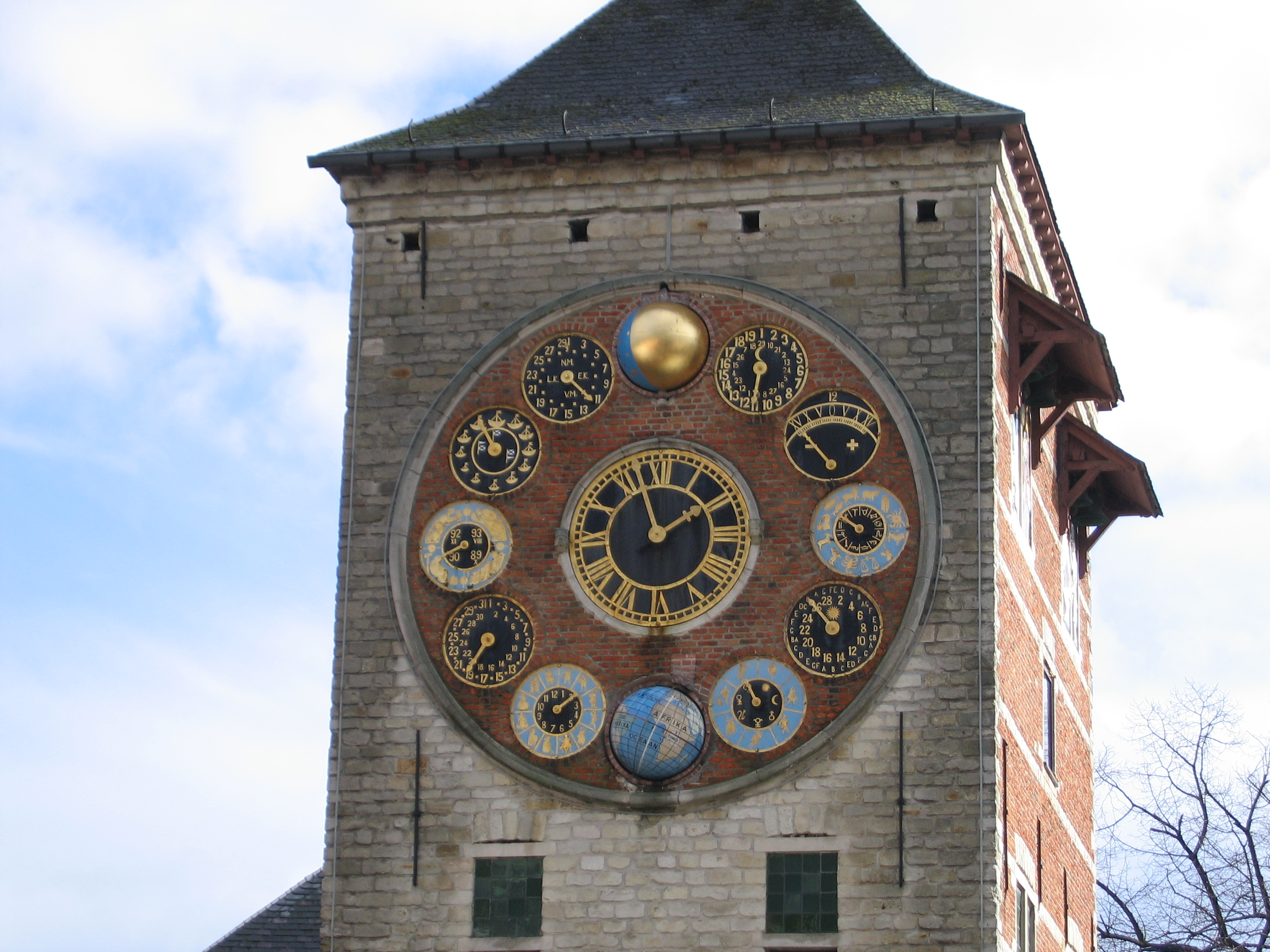
Zimmertoren te Lier

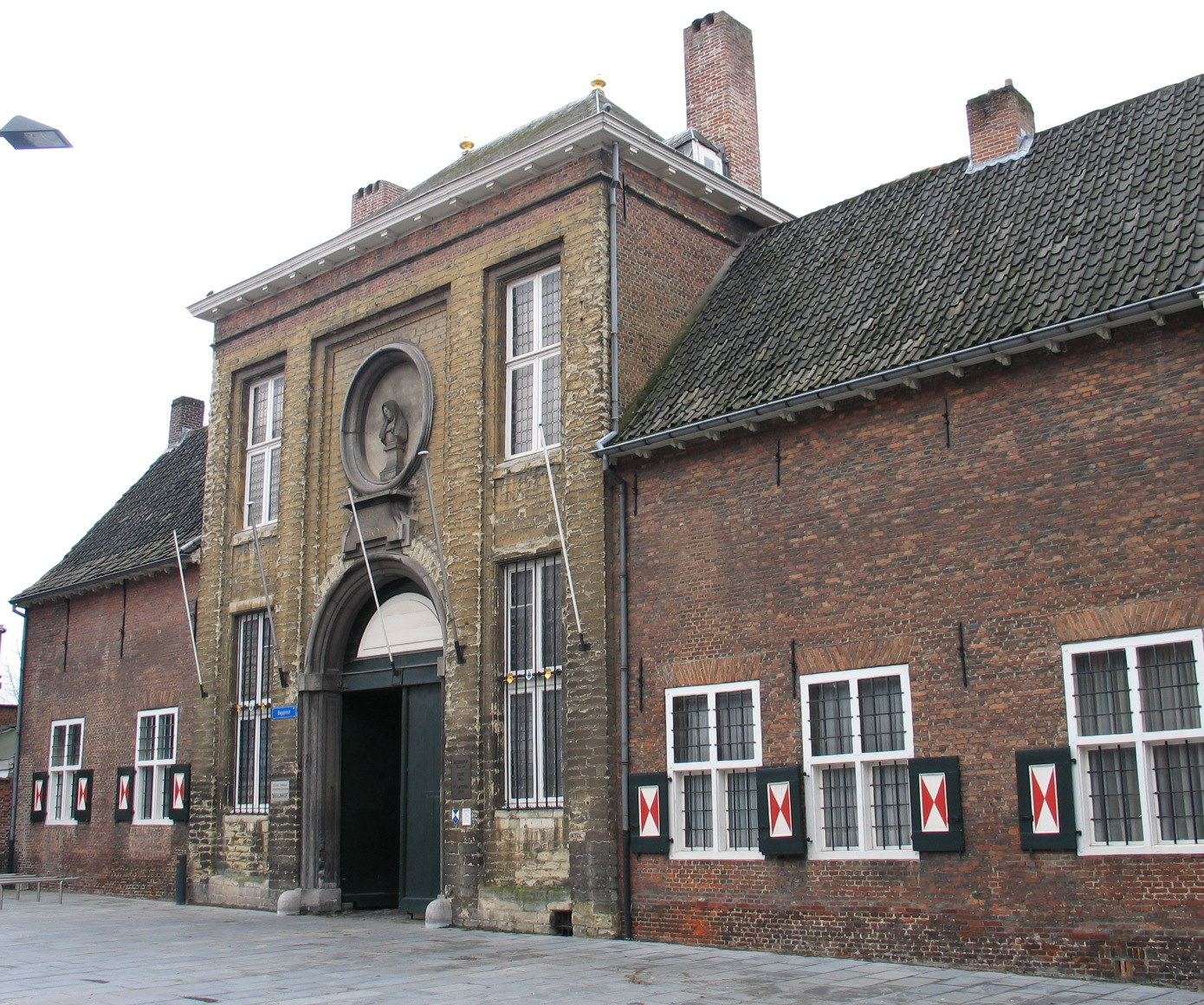
Begijnhof van Turnhout

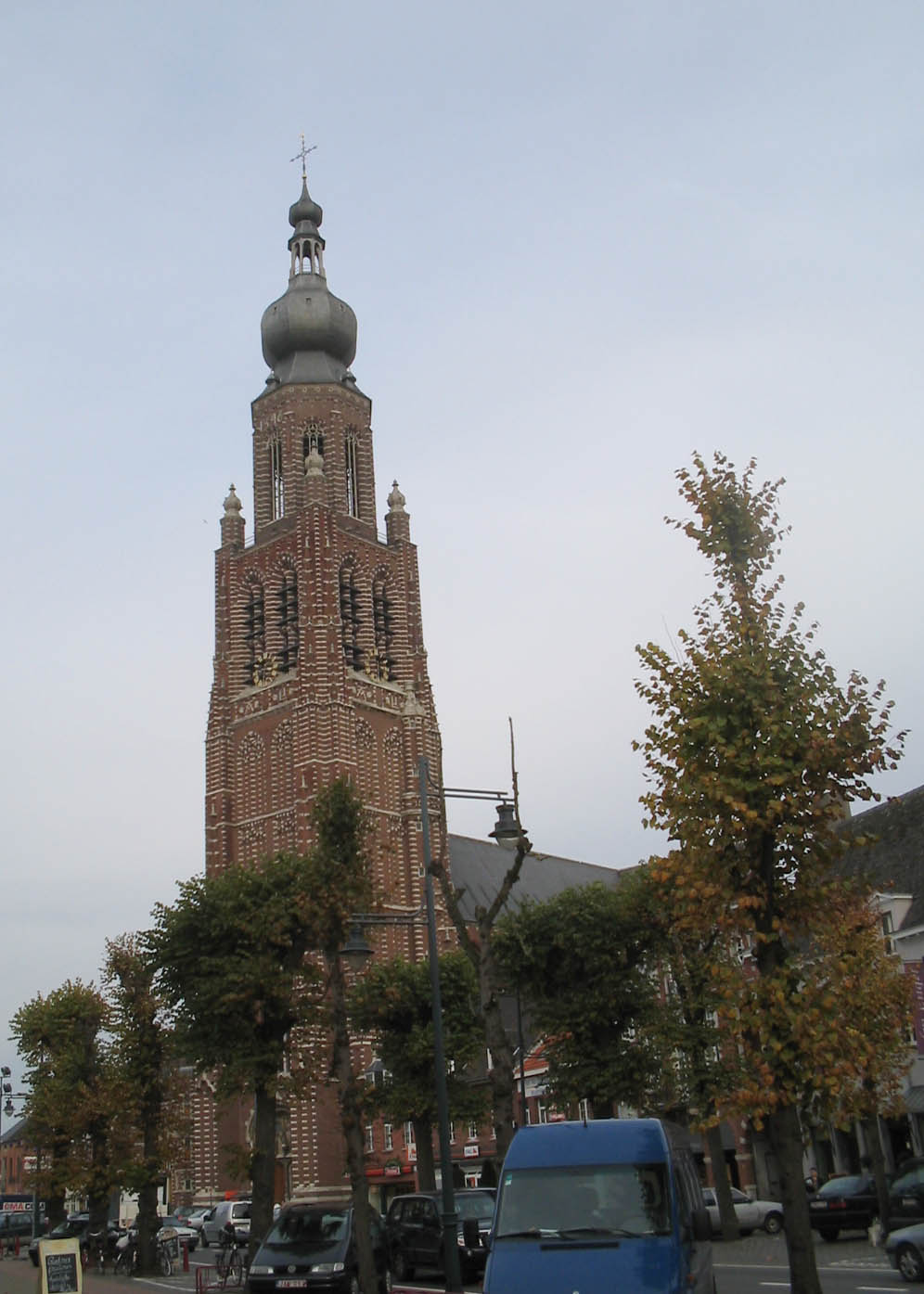
Sint-Catharinakerk te Hoogstraten

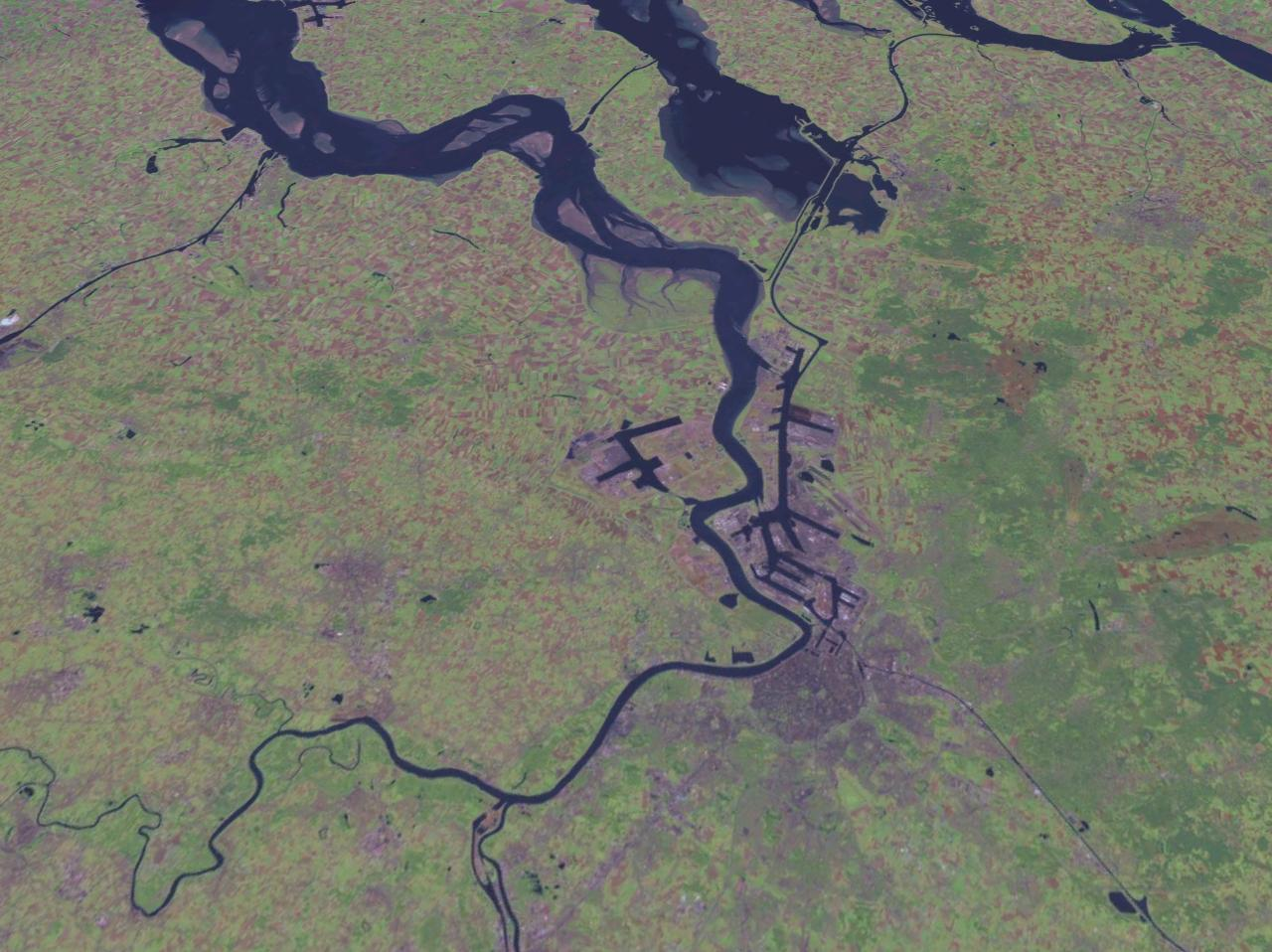
Satellietfoto van de Schelde bij Antwerpen

De provincie Antwerpen (Frans: Province d'Anvers) is een van de tien provincies van België en een van de vijf provincies in het Vlaams Gewest. Ze bevindt zich ten oosten van de provincie Oost-Vlaanderen, ten noorden van de provincie Vlaams-Brabant en ten westen van de provincie Limburg. In het noorden grenst de provincie aan de Nederlandse provincie Noord-Brabant en voor een klein stuk aan de Nederlandse provincie Zeeland.
Antwerpen is de enige Vlaamse provincie die niet aan een Waalse provincie grenst. Het is de enige provincie in Vlaanderen die geen gemeenten met taalfaciliteiten kent en is tevens (sinds de opdeling in 1995 van de provincie Brabant in Vlaams- en Waals-Brabant) de meest bevolkte provincie van België, met circa 1.900.000 inwoners.

## Naam
Het toponiem "Antwerpen" verwijst naar de hoofdplaats van deze provincie, de stad Antwerpen. De naam is etymologisch en archeologisch te verklaren uit de naam die gegeven werd aan de plaats van de eerste nederzetting bij de ‘anda verpa’, wat eigenlijk Germaans is voor ‘aangeworpen gronden’ (in een bocht van de rivier).
Binnen de Vlaamse regering bestaan er sinds de begin jaren van de 21e eeuw openlijke intenties om de naam van de provincie om te zetten naar "Midden-Brabant", verwijzend naar het historische Hertogdom Brabant. Verwijzend naar de historische Brabantgouw en het Landgraafschap Brabant was er ook verzet tegen en bleek het echter vanwege de Belgische Grondwet ook niet mogelijk.

## Geschiedenis
In 1106 verleende keizer Hendrik V een hertogtitel aan Godfried, de graaf van Leuven. De graven van Leuven en hertogen van Brabant en hun nazaten maakten daarvan gebruik door hun macht en hun grondgebied te vergroten. Uiteindelijk ontstond zo het Hertogdom Brabant, een van de toonaangevende gewesten van de Nederlanden. Het omvatte ongeveer de huidige provincies Noord-Brabant, Antwerpen, Vlaams-Brabant, Waals-Brabant en het hoofdstedelijk gewest Brussel.
Tijdens de Tachtigjarige Oorlog raakte Brabant verdeeld tussen de Spaanse Nederlanden en de Republiek der Zeven Verenigde Nederlanden. Het noordelijke Staats-Brabant werd een generaliteitsland van de Republiek, het zuidelijke Konings-Brabant bleef een van de Zuidelijke Nederlanden.
Na de Franse inval in 1795 werd Brabant opgesplitst in de Franse departementen Twee Neten en Dijle. Na de bevrijding in 1815 werden deze hernoemd naar de Nederlandse provincies Antwerpen en Zuid-Brabant.
In 2006 werd het Brabantjaar gevierd; men herdacht toen dat de titel negen eeuwen eerder was verleend. In het kader van Brabant 1106-2006 werden tal van activiteiten georganiseerd, waarvoor veel (internationale) bezoekers werden verwacht voor het Brabant 900 jaar.
Het provinciebestuur heeft door de eeuwen in verschillende provinciehuizen gezeteld.
Op 1 januari 2025 fuseerde Zwijndrecht met buurgemeenten Beveren en Kruibeke tot de gemeente Beveren-Kruibeke-Zwijndrecht. Zwijndrecht, dat sinds 1923 bij de provincie Antwerpen hoorde, kwam zo terug in de provincie Oost-Vlaanderen te liggen.

## Geografie
De provincie Antwerpen bestaat uit drie arrondissementen (Antwerpen, Mechelen, Turnhout), die meteen de drie grootste steden van de provincie vertegenwoordigen. Van deze drie steden is Antwerpen de grootste en, met zijn haven en diamanthandel, de economisch belangrijkste.

### Topografie
De totale oppervlakte van de provincie bedraagt 2867 km², het noordelijkste punt van de provincie (en tevens van België), bevindt zich te Meersel-Dreef met de coördinaten 51°30 NB - 4°46 OL.
Het hoogste punt van de provincie, de Beerzelberg is gelegen in de Putse deelgemeente Beerzel en is 51,60 meter. Het op een na hoogste punt is de "Heistse Berg" te Heist-op-den-Berg. De "Heistse Berg" is een getuigenheuvel met een hoogte van 48 meter. Het op twee na hoogste punt ten slotte is gelegen te Postel en bedraagt 44 meter.
Eigenlijk is het hoogste punt niet een natuurlijke heuvel maar een door de mens aangelegde heuvel: de in de Antwerpse haven gelegen stortplaats de "Hooge Maey" die 55 meter hoog is.
Het laagste punt van de provincie ligt in de vallei van de Grote Nete nabij Lier op 4 m.

### Hydrografie
De Grote Nete komt de provincie binnen nabij Balen. Ze vervolgt haar route langs Meerhout, Geel, Laakdal, Westerlo, Heist-op-den-Berg, Berlaar, Nijlen tot Lier. Haar belangrijkste zijrivieren zijn de Wimp en de Grote Laak. De Kleine Nete ontstaat uit vele door regen gevoede beekjes in het gebied tussen Arendonk, Retie en Mol-Postel. Op haar weg passeert ze langs Kasterlee, Geel, Olen, Herentals, Herenthout, Vorselaar, Grobbendonk en Nijlen. Ze bevat veel in Vlaanderen zeer zeldzame vissen. Haar belangrijkste zijrivieren zijn de Molenbeek, de Aa en de Wamp. In Lier ligt de samenvloeiing van de Grote en de Kleine Nete. Deze stroomt vervolgens als de Nete naar Duffel (waar de Itterbeek en de Babelsebeek in haar uitmonden), Sint-Katelijne-Waver (Vrouwvliet) en Rumst.
De Dijle komt de provincie binnen uit het zuiden en wordt in Mechelen gesplitst tot de Binnendijle en de Buitendijle. Ter hoogte van het Zennegat in Walem voegt zich de Zenne bij de Dijle vlak voor deze in het westen van de provincie in de gemeente Rumst samenvloeit met de Nete. Vanaf dat punt vormen beide rivieren samen de Rupel. Te Schelle mondt deze uit in de Schelde, die grotendeels de grens vormt tussen de provincies Antwerpen en Oost-Vlaanderen. Naast de Rupel monden op het provinciaal grondgebied ook nog de Potvliet, de Edegemsebeek (Hemiksem) en het Schijn (via het Lobroekdok) in de Schelde.
Het oorsprongsgebied van de Grote Schijn bevindt zich in een moerassig weiland halverwege de Trappistenabdij van Westmalle. Ze stroomt verder langs en door Zoersel, Oelegem, Schilde, Wijnegem, Wommelgem, Deurne en Borgerhout. Ter hoogte van Wommelgem mondt de Koude beek uit in de rivier. Vanuit Schoten en Wijnegem komt de Kleine Schijn, vanuit Schilde de Kleinebeek en de Zwanebeek, vanuit Wommelgem ook nog de Diepenbeek, de Rollebeek en de Dorpsloop. Alle hierboven genoemde rivieren en beken behoren tot het stroomgebied van de Schelde.
Daarnaast, in het stroomgebied van de Maas, is er ook nog de rivier de Mark. De rivier ontspringt in het Turnhouts Vennengebied tussen Merksplas, Turnhout en Baarle. Vervolgens stroomt de rivier via Merksplas, Wortel en Hoogstraten richting Nederland (Breda). Alvorens de grens te passeren voegen zich onder meer de Kleine Mark, de Hollandse Loop en het Merkske zich bij de Mark.
Ten slotte zijn er ook nog het Schelde-Rijnkanaal, Albertkanaal, Zeekanaal Brussel-Schelde, de Leuvense Vaart, Kanaal Bocholt-Herentals, Kanaal Dessel-Turnhout-Schoten, Kanaal Dessel-Kwaadmechelen, de Herentalse Vaart en het Netekanaal.

### Pedologie
De pedologie stelt dat de bodem van de provincie voornamelijk bestaat uit natte en droge zand- en lemig-zandgronden, natte leemgronden, historische polders en overdekte pleistocene gronden. De zuidwestelijke gemeenten hebben een natte leemgrond. Alle zes worden ze gerekend tot de podzolgronden (askleurige bodems).

### Stratigrafie
De stratigrafie stelt dat de gesteenten in de provincie zich tijdens diverse tijdsvakken vormden. Zo stamt de streek rond Antwerpen uit het Plioceen, de streek rond Bornem uit het Oligoceen, de streek rond Mechelen (stad) uit het Jura en de streek rond Lier uit het Mioceen. De haven van Antwerpen bevindt zich dan weer in een streek gevormd in het Holoceen, de streek van de zuidelijke randgemeenten stamt dan weer uit het Mioceen en de streek van de noordelijke gemeenten ten slotte uit het Pleistoceen.

### Lithologie
De lithologie stelt dat het grootste deel van de bodemoppervlakte in de provincie uit tertiair en pleistoceen zand bestaat. In de ruime omgeving van Antwerpen, haar haven en de gronden nabij de belangrijkste rivieren bestaat de bodem uit Polderklei en rivieralluvia en in het centrum van de provincie ten slotte bestaat de bodem uit tertiaire klei.

### Geografische streken
De provincie ligt bijna geheel in de geografische streek Kempen en de Groentestreek. De gemeenten van Klein-Brabant (Puurs, Sint-Amands en Bornem) ten slotte liggen in Zandlemig Vlaanderen. Daarnaast begeeft zich in het oosten van de provincie een gedeelte van de Kempense substreek Zeven Heerlijkheden, waarbij Balen, Dessel en Mol Antwerpen vertegenwoordigen.

### Urbanisatiegraad
Het Ruimtelijk Structuurplan Vlaanderen deelt de stad Antwerpen in als grootstedelijk gebied. De agglomeratie van de stad strekt zich uit over het hele gelijknamige arrondissement en de forensenwoonzone strekt zich zelfs tot ver daarbuiten uit.
De steden Mechelen en Turnhout worden als regionaalstedelijk gebied ingedeeld en Lier, Boom, Heist-op-den-Berg, Geel, Herentals, Mol en Hoogstraten als kleinstedelijke gebieden. Voorts worden de gemeenten Bornem, Duffel, Edegem, Puurs, Kontich en Willebroek en de stad Mortsel als specifieke economische knooppunten genoemd.

### Administratieve indeling

#### Arrondissementen

##### Administratieve arrondissementen

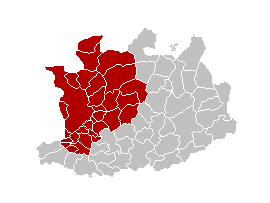
Antwerpen
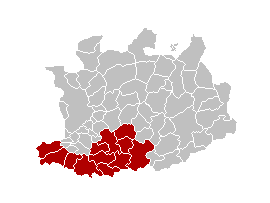
Mechelen
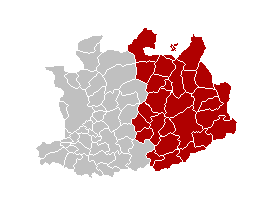
Turnhout

##### Bevolking per arrondissement
| Arrondissement      | Inwoners (1/1/2025) | Opp. km² | Inw./km² |
| ------------------- | ------------------- | -------- | -------- |
| Antwerpen           | 1.076.745           | 984,02   | 1.094,2  |
| Mechelen            | 361.424             | 511,83   | 706,1    |
| Turnhout            | 483.020             | 1.360,0  | 355,2    |
| Provincie Antwerpen | 1.921.189           | 2.855,88 | 672,7    |

##### Gerechtelijke arrondissementen

Antwerpen

Met ingang vanaf 1 april 2014 valt de provinciegrens van Antwerpen samen met de grens van het nieuwe gerechtelijk arrondissement Antwerpen. De drie voormalige gerechtelijke arrondissementen van Antwerpen (Antwerpen, Mechelen en Turnhout) zullen blijven verder bestaan in de vorm van gerechtelijke arrondissementsafdelingen.

#### Provinciedistricten
Door het Kiesdecreet van 2011 werd vanaf de provincieraadsverkiezingen 2012 de provincie opgedeeld in 2 kiesarrondissementen en 7 provinciedistricten:
| Kiesarrondissementen | Provinciedistrict | Zetels |
| -------------------- | ----------------- | ------ |
| Antwerpen            | Antwerpen         | 21     |
| Antwerpen            | Boom              | 7      |
| Antwerpen            | Kapellen          | 13     |
| Mechelen-Turnhout    | Herentals         | 7      |
| Mechelen-Turnhout    | Lier              | 7      |
| Mechelen-Turnhout    | Mechelen          | 6      |
| Mechelen-Turnhout    | Turnhout          | 11     |
| TOTAAL               |                   | 72     |

#### Kantons
| - Antwerpen - Arendonk - Boom - Brasschaat (gerechtelijk kanton) - Brecht (kieskanton) - Duffel (kieskanton) - Geel (gerechtelijk kanton) - Herentals - Heist-op-den-Berg - Hoogstraten | - Mechelen - Mol - Kapellen - Kontich - Lier - Puurs-Sint-Amands (kieskanton) - Schilde (gerechtelijk kanton) - Turnhout - Westerlo - Willebroek (gerechtelijk kanton) - Zandhoven |

#### Gemeenten
Gemeenten met een stadstitel hebben "(stad)" achter de naam
| 1. Aartselaar 2. Antwerpen (stad) 3. Arendonk 4. Baarle-Hertog 5. Balen 6. Beerse 7. Berlaar 8. Boechout 9. Bonheiden 10. Boom 11. Bornem 12. Brasschaat 13. Brecht 14. Dessel 15. Duffel 16. Edegem 17. Essen 18. Geel (stad) 19. Grobbendonk 20. Heist-op-den-Berg 21. Hemiksem 22. Herentals (stad) 23. Herenthout 24. Herselt 25. Hoogstraten (stad) 26. Hove 27. Hulshout 28. Kalmthout 29. Kapellen 30. Kasterlee 31. Kontich 32. Laakdal 33. Lier (stad) 34. Lille 35. Lint 36. Malle 37. Mechelen (stad) 38. Meerhout 39. Merksplas 40. Mol 41. Mortsel (stad) 42. Niel 43. Nijlen 44. Olen 45. Oud-Turnhout 46. Putte 47. Puurs-Sint-Amands 48. Ranst 49. Ravels 50. Retie 51. Rijkevorsel 52. Rumst 53. Schelle 54. Schilde 55. Schoten 56. Sint-Katelijne-Waver 57. Stabroek 58. Turnhout (stad) 59. Vorselaar 60. Vosselaar 61. Westerlo 62. Wijnegem 63. Willebroek 64. Wommelgem 65. Wuustwezel 66. Zandhoven 67. Zoersel |

### Aangrenzende provincies
| Aangrenzende provincies | Aangrenzende provincies | Aangrenzende provincies | Aangrenzende provincies | Aangrenzende provincies |
| ----------------------- | ----------------------- | ----------------------- | ----------------------- | ----------------------- |
| Zeeland                 |                         | Noord-Brabant           |                         |                         |
|                         |                         |                         |                         |                         |
| Oost-Vlaanderen         | Limburg                 |                         |                         |                         |
|                         |                         |                         |                         |                         |
|                         |                         | Vlaams-Brabant          |                         |                         |

## Demografie

### Evolutie van het inwonertal

#### Op basis van de historische samenstelling van de provincie
Inwoneraantal x 1000
- Bron:NIS - Opm:1806 t/m 1970=volkstellingen; vanaf 1980= inwoneraantal op 1 januari
- 1923: aanhechting van de gemeenten Burcht en Zwijndrecht afgestaan door de provincie Oost-Vlaanderen
- 1977: aanhechting van de toenmalige gemeente Muizen (nu deelgemeente van Mechelen) afgestaan door de provincie Brabant
- 2025: afatand van de gemeenten Burcht en Zwijndrecht aan de provincie Oost-Vlaanderen

### Leeftijdsopbouw

Bevolkingspiramide

#### Op basis van de huidige samenstelling van de provincie
Inwoneraantal x 1000
- Bron:NIS - Opm:1831 t/m 1981=volkstellingen; vanaf 1990= inwoneraantal op 1 januari

| Inwoners van jaar tot jaar op 1 januari - 1992 tot heden | Inwoners van jaar tot jaar op 1 januari - 1992 tot heden | Inwoners van jaar tot jaar op 1 januari - 1992 tot heden | Inwoners van jaar tot jaar op 1 januari - 1992 tot heden |
| Jaar                                                     | Aantal                                                   | Evolutie: 1992=index 100                                 |                                                          |
| -------------------------------------------------------- | -------------------------------------------------------- | -------------------------------------------------------- | -------------------------------------------------------- |
| 1992                                                     | 1.610.695                                                | 100,0                                                    |                                                          |
| 1993                                                     | 1.619.613                                                | 100,6                                                    |                                                          |
| 1994                                                     | 1.625.027                                                | 100,9                                                    |                                                          |
| 1995                                                     | 1.628.667                                                | 191,1                                                    |                                                          |
| 1996                                                     | 1.631.191                                                | 101,3                                                    |                                                          |
| 1997                                                     | 1.635.640                                                | 101,5                                                    |                                                          |
| 1998                                                     | 1.637.857                                                | 101,7                                                    |                                                          |
| 1999                                                     | 1.640.966                                                | 101,9                                                    |                                                          |
| 2000                                                     | 1.643.972                                                | 102,1                                                    |                                                          |
| 2001                                                     | 1.645.652                                                | 102,2                                                    |                                                          |
| 2002                                                     | 1.652.450                                                | 102,6                                                    |                                                          |
| 2003                                                     | 1.661.119                                                | 103,1                                                    |                                                          |
| 2004                                                     | 1.668.812                                                | 103,6                                                    |                                                          |
| 2005                                                     | 1.676.858                                                | 104,1                                                    |                                                          |
| 2006                                                     | 1.688.493                                                | 104,8                                                    |                                                          |
| 2007                                                     | 1.700.570                                                | 105,6                                                    |                                                          |
| 2008                                                     | 1.715.151                                                | 106,5                                                    |                                                          |
| 2009                                                     | 1.731.174                                                | 107,5                                                    |                                                          |
| 2010                                                     | 1.744.862                                                | 108,3                                                    |                                                          |
| 2011                                                     | 1.764.773                                                | 109,6                                                    |                                                          |
| 2012                                                     | 1.781.904                                                | 110,6                                                    |                                                          |
| 2013                                                     | 1.793.377                                                | 111,3                                                    |                                                          |
| 2014                                                     | 1.802.719                                                | 111,9                                                    |                                                          |
| 2015                                                     | 1.813.282                                                | 112,6                                                    |                                                          |
| 2016                                                     | 1.824.136                                                | 113,3                                                    |                                                          |
| 2017                                                     | 1.836.030                                                | 114,0                                                    |                                                          |
| 2018                                                     | 1.847.486                                                | 114,7                                                    |                                                          |
| 2019                                                     | 1.857.986                                                | 115,4                                                    |                                                          |
| 2020                                                     | 1.869.730                                                | 116,1                                                    |                                                          |
| 2021                                                     | 1.875.524                                                | 116,4                                                    |                                                          |
| 2022                                                     | 1.886.609                                                | 117,1                                                    |                                                          |
| 2023                                                     | 1.910.952                                                | 118,6                                                    |                                                          |
| 2024                                                     | 1.926.522                                                | 119,6                                                    |                                                          |
| 2025                                                     | 1.921.189                                                | 119,3                                                    |                                                          |

## Vlag van de provincie Antwerpen

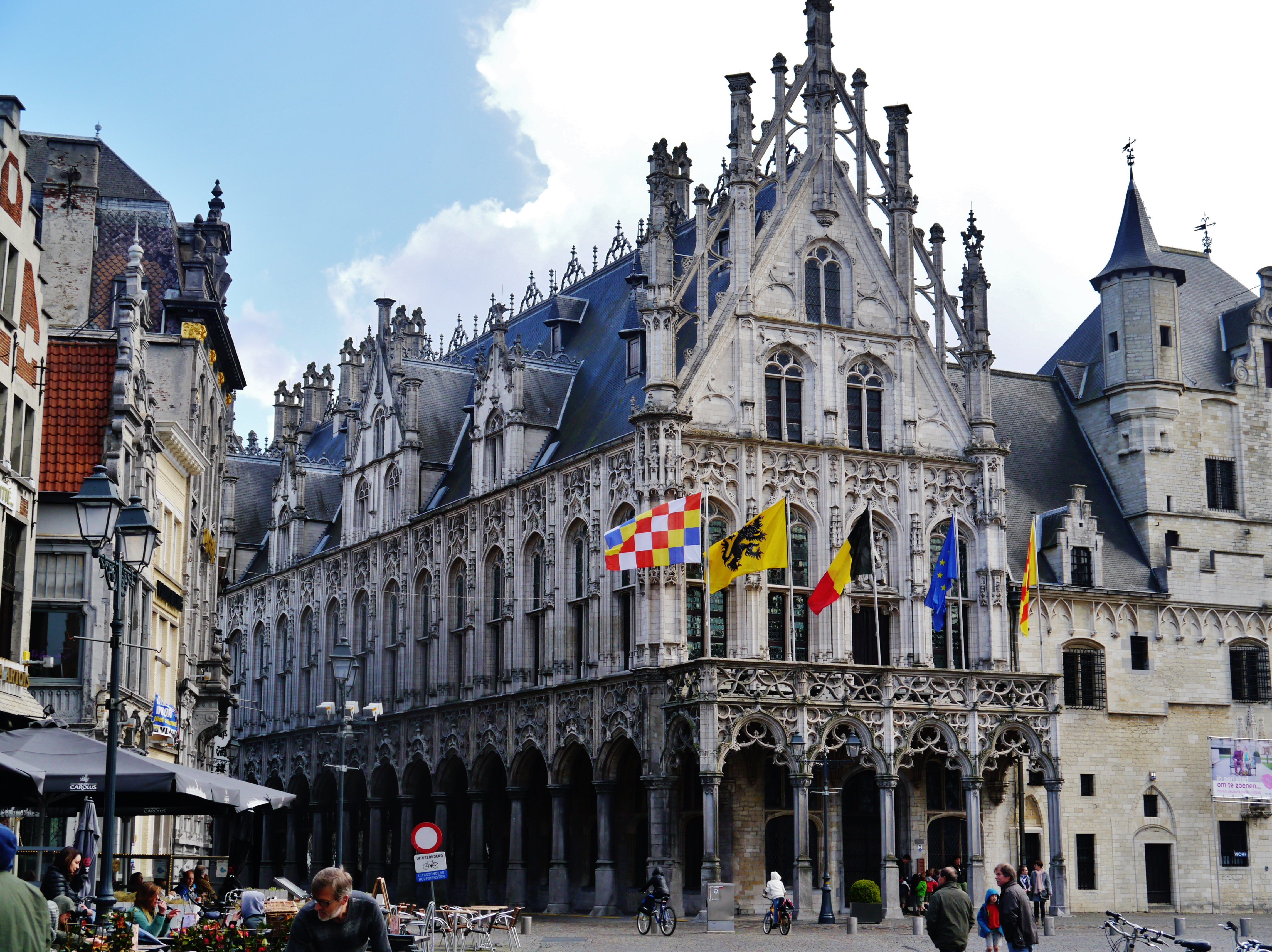
Stadhuis van Mechelen met bijhorende vlaggen (L: Antwerpen, Vlaanderen, België, Europese Unie, R: Mechelen)

De vlag van de provincie Antwerpen bestaat uit 24 vierkanten in 4 kleuren; blauw, wit, geel en rood waarvan de verdeling respectievelijk 2,3, 3 en 4 vierkanten is. De oorsprong van de kleuren vinden we terug in de vlaggen van de drie grootste steden, namelijk Antwerpen zelf (Rood en Wit), Mechelen (Rood en Geel) en Turnhout (Blauw en Wit).
|  |  |  |  |  |
|  |  |  |  |  |

## Cultuur

### Taal
De officiële taal is het Nederlands. Het is de enige provincie in Vlaanderen waar geen faciliteitengemeenten zijn.

### Dialect
Globaal genomen worden de dialecten uit de provincie ingedeeld onder het Brabants. Verder vallen de dialecten onder te verdelen als Kempen-Brabants en vervolgens Zuiderkempens en meer bepaald de subgroep van de "heirbaan-dialecten" (de dialecten die ontstonden langs de heirbaan richting Dordrecht).
Het echte Antwerps en Mechels zijn typische stadsdialecten, die duidelijk te onderscheiden zijn van de dialecten uit de omliggende gebieden.

### Evenementen
- Elke 25 jaar vindt te Mechelen de Cavalcade plaats, gevolgd door de Ommegang. Deze laatste is als traditie van de reuzenstoet erkend als UNESCO-Meesterwerk van het Orale en Immateriële Erfgoed van de Mensheid.
- De Hanswijkprocessie te Mechelen.
- De Sint-Gummarusprocessie te Lier.
- Kleine Bloemenstoet Wommelgem, een bloemencorso te Wommelgem
- De Sinksenfoor, een jaarlijks terugkerende kermis, een van de grootste van het land, op park Spoor Oost nabij Schijnpoort.
- Strip Turnhout, het oudste stripfestival van de Benelux
- De Zomer van Antwerpen, een geheel van evenementen die jaarlijks plaatsvinden in de zomermaanden te Antwerpen
- Filmfestival Open Doek te Turnhout
- Internationaal Volksdansfestival Edegem, een volksdansfestival te Edegem
- Wereldfestival van Folklore Schoten, een volksdansfestival te Schoten
- Reggae Geel, zoals de naam reeds doet vermoeden een reggaefestival in Geel.
- Tomorrowland, een dance-evenement in De Schorre te Boom
- Schoolrock, een festival in het Sint-Rita College te Kontich
- Sfinks, een wereldmuziekfestival te Boechout
- Puntpop, een festival te Wuustwezel
- Palmenmarkt, jaarlijkse kermis in Geel, de grootste in de Zuiderkempen
- Rock@Edegem, een festival in Edegem
- Hove Live, een festival in het gemeentepark te Hove
- De Zomer is van Mechelen, een geheel van evenementen die jaarlijks plaatsvinden in de zomermaanden te Mechelen.
  - Parkpop in de Kruidtuin. Gratis optredens elke donderdag in juli en augustus.
  - Maanrock op de Grote Markt.
- Pennenzakkenrock, een festival voor schoolgaande jeugd in Mol
- Turnhoutse Vrijdagen op de Grote Markt te Turnhout. Gratis optredens elke vrijdag in juli en de vrijdag in augustus waarop er geen kermis is.
- Calamartes Festival in Antwerpen
- Bogerfeesten in Kalmthout
- Dodentocht in Bornem
- De Antwerp 10 Miles, een loopevenement van 10 mijl of 16,1 km door de stad Antwerpen.
- Graspop in Dessel
- Studay, evenement voor studenten in Antwerpen

### Uitgaan

#### Verleden
- Zillion, een discotheek te Antwerpen
- Koninklijke Vlaamse Opera, De voormalige opera van Antwerpen
- Club X, een discotheek te Wuustwezel
- 't Kruispunt, een underground-jeugdhuis te Edegem
- Mechels Miniatuur Teater

#### Heden
- Stadsschouwburg Antwerpen, schouwburg te Antwerpen
- Arenbergschouwburg, een schouwburg te Antwerpen
- Fakkeltheater, een theater te Antwerpen
- Vlaamse Opera te Antwerpen
- Koninklijk Ballet van Vlaanderen te Antwerpen
- Sportpaleis, een evenementenhal te Antwerpen
- De Warande, cultureel centrum te Turnhout
- deSingel, een evenementenhal te Antwerpen
- Trix, een concertzaal te Antwerpen die vroeger bekendstond als Hof Ter Loo
- Petrol, een club te Antwerpen
- Schelda'pen, een autonoom alternatief jeugdcentrum te Antwerpen
- Café D'Anvers, een club te Antwerpen
- Red and Blue, te Antwerpen
- Club Cube, een club op het Eilandje te Antwerpen
- Den Almoezenier
- Lintfabriek, een underground-jeugdhuis te Kontich
- Govio in Kalmthout
- Highstreet in Hoogstraten
- Carré in Willebroek

### Media
- ATV, de regionale televisiezender van de regio Antwerpen
- RTV, de regionale televisiezender van de regio's Mechelen en Kempen.
- Gazet van Antwerpen, een Vlaamse landelijke krant met regionale edities waaronder drie stadsedities.
- De voormalige Gazet van Mechelen.
- Nieuwsblad van Geel, het oudste nog bestaande weekblad van België.
- Radio 2 Antwerpen.
- Radio Minerva, lokale radio te Antwerpen en volgens CIM-metingen eveneens de populairste.
- Radio Centraal, de oudste nog bestaande lokale radio te Antwerpen (°31/10/1980).
- O radio, een lokale radio
- Crooze.FM, een lokale radio
- Jam Fm, een netwerk van lokale radio's met zendlocaties in Brasschaat, Brecht, Hoogstraten en Wuustwezel

### Streekproducten[9]
- Gouden Carolus: een serie bieren gebrouwen door brouwerij Het Anker te Mechelen.
- Seefbier, het historische bier van de stad Antwerpen.
- Caves, een donker bier uit Lier
- Liers vlaaike, gebakje met een kruidig smaakje uit Lier
- traditionele speculoos van Vermeiren uit Puurs
- Antwerpse handjes, chocolade of koekjes in de vorm van een handje uit Antwerpen
- Koffiekoeken
- Congolaiskes
- Bollekes van Brouwerij De Koninck te Antwerpen
- Oude Antwerpse genever, graanjenever van 38° van “De Poldenaar”
- Antwerpse koffie Amberes van Koffie Verheyen
- Antwerps gerookt paardenvlees
- Antwerpse kalfsrol
- Witte pensen
- Filet d'Anvers
- Candico kandijsuiker
- Ingelegde haring van Poolster
- Lierse kant

## Religie en levensbeschouwing

### Katholieke Kerk
De parochies uit de provincie Antwerpen liggen verdeeld over acht dekenaten en drie bisdommen, namelijk het aartsbisdom Mechelen-Brussel, het bisdom Antwerpen en het bisdom Gent.

#### Bisdom Antwerpen
- Dekenaat Antwerpen: De 72 parochies van de stad Antwerpen en de gemeente Stabroek zijn gegroepeerd in 11 federaties.
- Dekenaat Rupel-Nete: De 73 parochies van de gemeenten Aartselaar, Berlaar, Boechout, Boom, Edegem, Heist-op-den-Berg, Hemiksem, Hove, Kontich, Lier, Lint, Mortsel, Nijlen, Putte, Ranst, Rumst, Schelle en Zandhoven zijn gegroepeerd in 14 federaties.
- Dekenaat Noorderkempen: De 61 parochies van de gemeenten Borsbeek, Brasschaat, Brecht, Essen, Hoogstraten, Kalmthout, Kapellen, Malle, Rijkevorsel, Schilde, Schoten, Wijnegem, Wommelgem, Wuustwezel, Zoersel en een deel van het Antwerpse district Ekeren zijn gegroepeerd in 9 federaties.
- Dekenaat Kempen: De 39 parochies van de gemeenten Arendonk, Baarle-Hertog, Beerse, Dessel, Kasterlee, Lille, Merksplas, Oud-Turnhout, Ravels, Retie, Turnhout, Vosselaar en een deel van de gemeente Mol zijn gegroepeerd in 6 federaties.
- Dekenaat Zuiderkempen: De 63 parochies van de gemeenten Balen, Geel, Grobbendonk, Herentals, Herenthout, Herselt, Hulshout, Laakdal, Meerhout, Mol, Olen, Vorselaar en Westerlo zijn gegroepeerd in 8 federaties.

#### Aartsbisdom Mechelen-Brussel
- Dekenaat Mechelen: De 37 parochies van de gemeenten Bonheiden, Duffel, Mechelen, Sint-Katelijne-Waver en Zemst zijn gegroepeerd in 5 federaties.
- Dekenaat Klein-Brabant: De 23 parochies van de gemeenten Bornem, Puurs, Sint-Amands en Willebroek zijn gegroepeerd in 3 federaties.

#### Bisdom Gent
- Dekenaat Beveren: De 2 parochies van de gemeente Zwijndrecht.

### Anglicaanse Kerk
De Kerk van Engeland heeft één parochie in de provincie Antwerpen en organiseert haar erediensten in de Sint-Bonifaciuskerk. Antwerpen is de zetel van het aartsdekenaat Noordwest-Europa, dat België, Nederland en Luxemburg omvat en deel uitmaakt van het bisdom Europa van de Kerk van Engeland.

### Orthodoxe Kerk
Het Oecumenisch patriarchaat van Constantinopel telt in de provincie telkens één parochie die bevoegd is voor de Grieks-orthodoxen en één parochie van de Russische traditie. Daarnaast is er ook nog één parochie van de Roemeens-orthodoxe Kerk. De erediensten in de Russische traditie gaan door in de Sint-Jozefkerk, die van de Grieks-orthodoxe in de Boodschap-van-de-Moeder-Godskerk en de Roemeens-orthoxe ten slotte in de Geboorte-Moeder-Godskerk.

### Protestantisme
Antwerpen telt negen protestantse gemeenten, die deel uitmaken van het District Antwerpen-Brabant-Limburg van de Verenigde Protestantse Kerk in België. Hiervan liggen er vijf in Antwerpen, drie in Mechelen en één in Boechout.

### Evangelische gemeente
Er zijn een tiental Nederlandstalige evangelische gemeenten in de provincie. Zij behoren tot de Evangelische Alliantie Vlaanderen. Samen met de Protestantse gemeenten zijn zij bij de overheid vertegenwoordigd als ARPEE.

### Jodendom
De stad Antwerpen, en in mindere mate Wilrijk en Edegem huisvesten een grote joodse gemeenschap waarvan ongeveer 20.000 gelovigen het Orthodox jodendom belijden. Velen van hen behoren tot de streng orthodoxe charedische richting. Antwerpen is na Londen het grootste centrum van charedische joden in Europa. Zij gaan dienovereenkomstig gekleed en zijn daarom een opvallende verschijning in het Antwerpse straatbeeld. Chassidische joden vormen het merendeel van de charedische joden. Grote chassidische bewegingen gevestigd in Antwerpen zijn onder andere Pshevorsk, Satmar, Belz, Bobov, en Lubavitch. De Joodse gemeenschap heeft twee hoofdsynagoges in de stad Antwerpen, met name van de Machsike Hadass en de Shomre Hadas.

### Islam
Er zijn verschillende islamitische moskees gevestigd in de provincie Antwerpen, de meeste hiervan liggen in de stad Antwerpen. Daarnaast bevinden er zich ook vier in Willebroek, drie in Lier, twee in Mechelen, twee in Turnhout, twee in Sint-Amands en één in Kontich.
De meeste moskeeën zijn in de Turkse en Marokkaanse traditie. Daarnaast zijn er ook nog vier in de Pakistaanse en telkens één in Bosnische, Bengaalse en Albanese traditie. De overgrote meerderheid van de moslims in de provincie is soenniet (سونى).

### Boeddhisme
Er bevinden zich drie Boeddhistische tempels in de provincie. In Antwerpen zijn dat de Shin-Boeddhistische Jikōji (Tempel van het Licht van Mededogen) en de Chinees-Boeddhistische Fo Guang Shan-tempel. In Mechelen is dat de Wat Dhammapateeptempel in de theravadische traditie.

### Jaïnisme
Het jaïnisme telt in Antwerpen ongeveer 400 families onder zijn aanhangers. In Wilrijk bevindt zich de grootste Jaintempel in de wereld buiten India: de Jaïntempel van Antwerpen.

## Mobiliteit

### Fietsnetwerk
De belangrijkste fietssnelwegen zijn:
- Fietssnelweg F1 Antwerpen - Mechelen - Brussel
- Fietssnelweg F4 Antwerpen - Gent
- Fietssnelweg F5 Antwerpen - Hasselt
- Fietssnelweg FR10 Fietssnelwegring Antwerpen
- Fietssnelweg F11 Antwerpen - Lier
- Fietssnelweg F12 Antwerpen - richting Bergen-op-Zoom (NL)
- Fietssnelweg F13 Antwerpen - Boom
- Fietssnelweg F14 Antwerpen - Essen (richting Roosendaal, NL)
- Fietssnelweg F15 Turnhout - Schoten
- Fietssnelweg F16 Lier - Lint
- Fietssnelweg F17 Lier - Boom
- Fietssnelweg F18 Sint-Niklaas - Mechelen

### Openbaar vervoer

#### Spoorwegen
De belangrijkste spoorlijnen zijn:
- Spoorlijn 13 tussen Kontich en Lier. Het enige station is dat van Lier.
- Spoorlijn 15 tussen Antwerpen en Hasselt. De stations in de provincie zijn Antwerpen CS, Berchem, Boechout, Lier, Kessel, Nijlen, Bouwel, Station Wolfstee, Herentals, Olen, Geel, Mol en Balen.
- Spoorlijn 16 tussen Lier en Aarschot. De stations in de provincie zijn Lier, Berlaar, Melkouwen, Heist-op-den-Berg en Booischot.
- spoorlijn 25 en 27 tussen Antwerpen en Brussel. De stations in de provincie zijn Antwerpen CS, Berchem, Mortsel-Deurnesteenweg, Mortsel-Oude-God, Hove, Kontich-Lint, Duffel, Sint-Katelijne-Waver, Mechelen-Nekkerspoel, Mechelen.
- Spoorlijn 27B tussen Weerde en Sint-Katelijne-Waver. De stations in de provincie zijn Muizen en Mechelen.
- Spoorlijn 52 tussen Dendermonde en Antwerpen. De stations in de provincie zijn Antwerpen-Zuid, Hoboken-Polder, Hemiksem, Schelle, Niel, Boom, Ruisbroek-Sauvegarde en Puurs. Het stuk van het traject tussen Puurs en Dendermonde is gesloten voor treinverkeer, wel rijdt er in de zomer een stoomtrein. Deze houdt halt in de provincie te Puurs, Oppuurs en Sint-Amands.
- Spoorlijn 54. Deze voormalige spoorlijn liep tussen Terneuzen en Mechelen. Enkel het stuk tussen Sint-Niklaas en Mechelen is nog in gebruik. De stations in de provincie zijn Mechelen, Willebroek, Puurs, Bornem.

#### Bus en tramvervoer
Verschillende buslijnen van de vervoersmaatschappij De Lijn verbinden de gemeenten van de provincie onderling en met de gemeenten in de omliggende provincies. De belangrijkste "busstations" zijn Antwerpen, Mechelen, Oostmalle, Turnhout, Hoogstraten, Lier, Herentals, Willebroek, Mol en Heist-op-den-Berg.
In de stad Antwerpen bevindt er zich een uitgebreid tramnetwerk dat de stad verbindt met haar districten, de stad Mortsel en de gemeenten Boechout, Borsbeek, Schoten, Wijnegem en Zwijndrecht. In het hart van de stad bevindt zich de premetro waar de lijnen 2, 3, 5, 6, 8, 9, 10, en 15 deel van uitmaken.

### Deelsystemen
- Autodelen: Cambio, Poppy
- Fietsdeelsysteem: Blue-bike, Velo Antwerpen (in stad Antwerpen en districten)
- Deelsteps: Bird, Lime, Poppy

### Wegennet
De belangrijkste autostrades die de provincie doorkruisen zijn de E19, de A12, de E313, de E17 en de E34. Daarnaast hebben de steden Antwerpen (R1 en R2), Lier (R16), Mechelen (R12), Turnhout (R13), Geel (R14) en Herentals (R15) elks een ringweg.

## Politiek
Het provinciebestuur is gevestigd in de stad Antwerpen en zetelt in het Provinciehuis. Bij het station Antwerpen-Centraal staat het Anna Bijnsgebouw met daarin het Vlaams Administratief Centrum (VAC) van de Vlaamse overheid.

### Structuur
| Antwerpen        | Antwerpen        | Supranationaal         | Nationaal                         | Nationaal           | Gemeenschap         | Gewest              | Provincie                   | Arrondissement              | Provinciedistrict           | Kanton                      | Gemeente        | District         |
| ---------------- | ---------------- | ---------------------- | --------------------------------- | ------------------- | ------------------- | ------------------- | --------------------------- | --------------------------- | --------------------------- | --------------------------- | --------------- | ---------------- |
| Administratief   | Niveau           | Europese Unie          | België                            | België              | Vlaanderen          | Vlaanderen          | Antwerpen                   | Antwerpen Mechelen Turnhout | Antwerpen Mechelen Turnhout | Antwerpen Mechelen Turnhout | 70              | 9                |
| Administratief   | Bestuur          | Europese Commissie     | Belgische regering                | Belgische regering  | Vlaamse regering    | Vlaamse regering    | Deputatie                   | Deputatie                   | Deputatie                   | Deputatie                   | Gemeentebestuur | Districtscollege |
| Administratief   | Raad             | Europees Parlement     | Kamer van volksvertegenwoordigers | Vlaams Parlement    | Vlaams Parlement    | Vlaams Parlement    | Provincieraad               | Provincieraad               | Provincieraad               | Provincieraad               | Gemeenteraad    | Districtsraad    |
| Kiesomschrijving | Kiesomschrijving | Nederlands Kiescollege | Kieskring Antwerpen               | Kieskring Antwerpen | Kieskring Antwerpen | Kieskring Antwerpen | Antwerpen Mechelen-Turnhout | 7                           | 7                           | 17                          | 70              | 9                |
| Verkiezing       | Verkiezing       | Europese               | Federale                          | Federale            | Vlaamse             | Vlaamse             | Provincieraads-             | Provincieraads-             | Provincieraads-             | Provincieraads-             | Gemeenteraads-  | Districtsraads-  |

### Gouverneurs
| Nr.    | Gouverneur                                  | Ambtstermijn | Ambtstermijn | Partij | Partij                            |
| ------ | ------------------------------------------- | ------------ | ------------ | ------ | --------------------------------- |
| 1      | François de Robiano (1778-1836)             | 1830         | 1831         |        | Katholieken                       |
| [ 10 ] | Jean-François Tielemans (1799-1888)         | 1831         | 1831         |        | Liberalen                         |
| 2      | Charles Rogier (1800-1885)                  | 1831         | 1832         |        | Liberalen                         |
| [ 10 ] | Egidius van Trier de Tiège (1755-1833)      | 1832         | 1833         |        | Onafhankelijk                     |
| [ 10 ] | Théodore Teichmann (1788-1867)              | 1833         | 1834         |        | Katholieken                       |
| (2)    | Charles Rogier (1800-1885)                  | 1834         | 1840         |        | Liberalen                         |
| [ 10 ] | Louis de Vinck (1784-1858)                  | 1840         | 1840         |        | Katholieken                       |
| 3      | Henri de Brouckère (1801-1891)              | 1840         | 1844         |        | Liberalen                         |
| 4      | Jules Malou (1810-1886)                     | 1844         | 1845         |        | Katholieken                       |
| [ 10 ] | Louis de Vinck (1784-1858)                  | 1845         | 1845         |        | Katholieken                       |
| 5      | Théodore Teichmann (1788-1867)              | 1845         | 1862         |        | Katholieken                       |
| 6      | Edward Pycke d'Ideghem (1807-1892)          | 1862         | 1887         |        | Liberale Partij                   |
| 7      | Charles du Bois de Vroylande (1835-1888)    | 1887         | 1888         |        | Katholieke Partij                 |
| [ 10 ] | August Reypens (1842-1902)                  | 1888         | 1889         |        | Katholieke Partij                 |
| 8      | Edward Osy de Zegwaart (1832-1900)          | 1889         | 1900         |        | Meetingpartij                     |
| [ 10 ] | August Reypens (1842-1902)                  | 1900         | 1900         |        | Katholieke Partij                 |
| 9      | Frédégand Cogels (1850-1932)                | 1900         | 1907         |        | Meetingpartij                     |
| [ 10 ] | Justijn Peeters (1832-1925)                 | 1907         | 1907         |        | Meetingpartij                     |
| 10     | Louis de Brouchoven de Bergeyck (1871-1938) | 1907         | 1908         |        | Katholieke Partij                 |
| 11     | Ferdinand de Baillet-Latour (1850-1925)     | 1908         | 1912         |        | Katholieke Partij                 |
| 12     | Gaston van de Werve de Schilde (1867-1923)  | 1912         | 1923         |        | Katholieke Partij                 |
| [ 10 ] | Anatole de Cock de Rameyen (1867-1932)      | 1923         | 1923         |        | Katholieke Partij/Katholieke Unie |
| 13     | Georges Holvoet (1874-1967)                 | 1923         | 1945         |        | Katholieke Unie                   |
| [ 11 ] | Jan Grauls (1887-1960)                      | 1940         | 1942         |        | VNV                               |
| [ 11 ] | Arthur Heylen (1898-1972)                   | 1942         | 1942         |        | VNV                               |
| [ 11 ] | Frans Wildiers (1905-1986)                  | 1942         | 1944         |        | VNV                               |
| [ 10 ] | Louis Clerckx (1893-1945)                   | 1944         | 1945         |        | CVP                               |
| [ 10 ] | Gustaaf Van der Linden (1881-1955)          | 1945         | 1946         |        | CVP                               |
| 14     | Richard Declerck (1899-1986)                | 1946         | 1966         |        | BSP                               |
| 15     | Andries Kinsbergen (1926-2016)              | 1967         | 1993         |        | Liberale Partij/PVV               |
| 16     | Camille Paulus (1943)                       | 1993         | 2008         |        | PVV/VLD                           |
| 17     | Cathy Berx (1969)                           | 2008         | heden        |        | CD&V                              |

### Provincieraad en deputatie

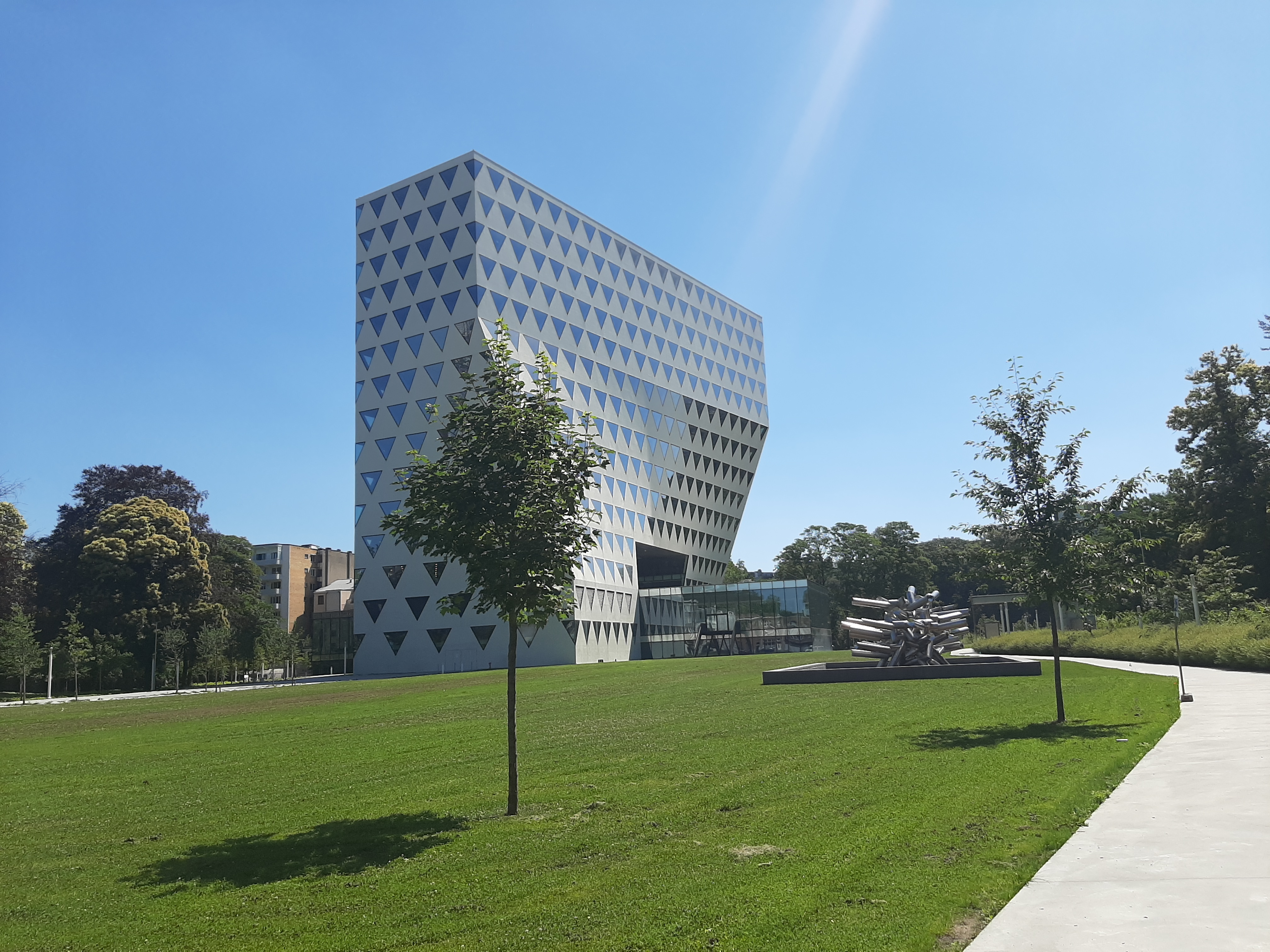
Provinciehuis

De provincieraad van Antwerpen wordt elke zes jaar rechtstreeks verkozen. Het dagelijks bestuur is in handen van de deputatie van de provincieraad. Die bestaat uit leden verkozen door de provincieraad en wordt voorgezeten door de gouverneur, die benoemd wordt door de Vlaamse Regering.

#### Legislatuur 2024 - 2030
De 36 provincieraadsleden werden op 13 oktober 2024 verkozen in drie kiesdistricten: Antwerpen (20 zetels), Mechelen (7 zetels) en Turnhout (9 zetels). De voorzitter van de provincieraad is Fauzaya Talhaoui (Vooruit)
De deputatie telt vier leden en wordt gevormd door een coalitie van N-VA en Vooruit:
| Naam            | Partij | Partij  | Functie en bevoegdheden |
| --------------- | ------ | ------- | --- |
| Luk Lemmens     |        | N-VA    | Gedeputeerde Algemeen Beleid, Griffie, Interne Audit, Communicatie, Lokale Besturen, Ruimtelijke ordening, Omgevingsvergunningen, Omgevingsberoepen en Economie       |
| Mireille Colson |        | N-VA    | Gedeputeerde Mobiliteit, Toerisme, Vrije Tijd, Provinciale Groen- en Recreatiedomeinen en ICT                                                                         |
| Jinnih Beels    |        | Vooruit | Gedeputeerde Personeel, Landbouw, Wonen, Herbestemming van Kerken, Detailhandelsbeleid, Mondiaal Beleid, Kamp C, De Warande en Campus Vesta                           |
| Jan De Haes     |        | N-VA    | Gedeputeerde Klimaat, Milieu en Natuur, Waterbeleid, Regionale Landschappen en Bosgroepen, Logistiek, Financiën, Europese Samenwerking en Stichting Kempens Landschap |

#### Legislatuur 2018-2024
Sinds de hervorming van 2017 telt de provincieraad slechts 36 leden, die op 14 oktober 2018 werden verkozen in drie kiesdistricten: Antwerpen (20 zetels), Mechelen (7 zetels) en Turnhout (9 zetels). De voorzitter van de provincieraad is Kris Geysen (N-VA).
De deputatie telde 4 leden en werd gevormd door een coalitie van N-VA en CD&V:
- Luk Lemmens (N-VA)
- Kathleen Helsen (CD&V)
- Jan De Haes (N-VA)
- Ludwig Caluwé (CD&V), in 2021 opgevolgd door Mireille Colson (N-VA).

#### Legislatuur 2012-2018
De 72 provincieraadsleden werden verkozen bij de provincieraadsverkiezingen van 14 oktober 2012 in zeven kiesdistricten: Antwerpen (21 zetels), Boom (7 zetels), Kapellen (13 zetels), Herentals (7 zetels), Mechelen (6 zetels), Lier (7 zetels) en Turnhout (11 zetels). De voorzitter van de provincieraad is Kris Geysen (N-VA).
De deputatie telde 6 leden en werd gevormd door een coalitie tussen N-VA, CD&V en sp.a, voorgezeten door de provinciegouverneur Cathy Berx.
- Luk Lemmens (N-VA)
- Bruno Peeters (N-VA)
- Ludwig Caluwé (CD&V)
- Peter Bellens (CD&V)
- Inga Verhaert (sp.a)
- Rik Röttger (sp.a)

#### Legislatuur 2006-2012
Voor de periode 2006-2012 telde de provincieraad 84 zetels, verkozen op 8 oktober 2006.
De deputatie bestond uit 6 leden en werd gevormd door een coalitie tussen CD&V/N-VA, Vooruit en VLD:
- Peter Bellens (CD&V)
- Rik Röttger (Vooruit)
- Koen Helsen (VLD)
- Marc Wellens (CD&V)
- Inga Verhaert (Vooruit)
- Bart De Nijn (N-VA)

#### Legislatuur 2018-2024
De huidige provincieraad bestaat uit het 36 raadsleden, eveneens het maximale aantal, verkozen op 14 oktober 2018.
In de raad zijn 7 fracties vertegenwoordigd: N-VA (14), CD&V (6), Vlaams Belang (6), Groen (5), Open VLD (2), Vooruit (2) en PVDA (1).
De deputatie bestaat uit 4 leden en werd gevormd door een coalitie tussen N-VA en CD&V:
- Luk Lemmens (N-VA)
- Kathleen Helsen (CD&V)
- Jan De Haes (N-VA)
- Mireille Colson (N-VA)

## Justitie

### Assisenhof
Per provincie wordt er een assisenhof georganiseerd. Het is een rechtscollege dat belast is met het vonnissen van misdaden, politieke delicten en drukpersdelicten (uitgezonderd diegene in verband met xenofobie en racisme). Een hof van assisen bestaat uit twee afzonderlijke organen, namelijk 'het hof', dat bestaat uit een voorzitter, raadsheer in het Hof van Beroep, en uit twee assessoren (bijzitters), rechters in de rechtbank van eerste aanleg en de jury. Deze volksjury van twaalf gezworenen wordt bij elk proces opnieuw samengesteld. Tegen de uitspraak of het arrest van een assisenhof kan men niet in beroep gaan. Wel kan men in geval van procedurefouten in cassatie gaan bij het Hof van Cassatie. Procureur-generaal is Patrick Vandenbruwaene.

### Structuur
| Gebied           | Europese Unie    | België           | België           | België           | België           | Antwerpen      | Antwerpen      | Antwerpen                   | Antwerpen                   | 29                              |                                 |                                 |                                 |
| Sociaal recht    | Hof van Justitie | Hof van Cassatie | Hof van Cassatie | Hof van Cassatie | Hof van Cassatie | Arbeidshof     | Arbeidshof     | Arbeidsrechtbank            | Arbeidsrechtbank            | Arbeidsrechtbank                | Arbeidsrechtbank                | Arbeidsrechtbank                |                                 |
| Handelsrecht     | Hof van Justitie | Hof van Cassatie | Hof van Cassatie | Hof van Cassatie | Hof van Cassatie | Hof van Beroep | Hof van Beroep | Rechtbank van Koophandel    | Rechtbank van Koophandel    | Vredegerecht                    | Vredegerecht                    | Vredegerecht                    |                                 |
| Burgerlijk recht | Hof van Justitie | Hof van Cassatie | Hof van Cassatie | Hof van Cassatie | Hof van Cassatie | Hof van Beroep | Hof van Beroep | Rechtbank van eerste aanleg | Rechtbank van eerste aanleg | Vredegerecht / Politierechtbank | Vredegerecht / Politierechtbank | Vredegerecht / Politierechtbank | Vredegerecht / Politierechtbank |
| Strafrecht       | Hof van Justitie | Hof van Cassatie | Hof van Cassatie | Hof van Cassatie | Hof van Cassatie | Hof van Beroep | Assisenhof     | Rechtbank van eerste aanleg | Rechtbank van eerste aanleg | Vredegerecht / Politierechtbank | Vredegerecht / Politierechtbank | Vredegerecht / Politierechtbank | Vredegerecht / Politierechtbank |